# The Book of Taliesyn
The Book of Taliesyn – drugi album Deep Purple. Wydany w grudniu 1968 przez Tetragrammaton w USA, a w lipcu 1969 przez EMI Harvest Records w Wielkiej Brytanii, Kanadzie oraz Japonii. 
Na albumie znajdują się trzy covery: „Kentucky Woman” Neila Diamonda, „We Can Work It Out” The Beatles i „River Deep – Mountain High” zespołu „Ike and Tina Turner”.

## Lista utworów

### LP strona A
| 1. | „Listen, Learn, Read On” (Blackmore, Evans, Lord, Paice)               | 4:05  |
|    |                                                                        |       |
| 2. | „Wring That Neck” (w USA „Hard Road”) (Blackmore, Lord, Paice, Simper) | 5:13  |
|    |                                                                        |       |
| 3. | „Kentucky Woman” (Neil Diamond)                                        | 4:44  |
|    |                                                                        |       |
| 4. | a) „Exposition” (Blackmore, Simper, Lord, Paice)                       | 7:07  |
|    | b) „We Can Work It Out” (Lennon/McCartney)                             |       |
|    |                                                                        | 21:09 |
|    |                                                                        |       |

### LP strona B
| 5. | „Shield” (Blackmore, Evans, Lord)                                        | 6:06  |
|    |                                                                          |       |
| 6. | „Anthem” (Evans, Lord)                                                   | 6:31  |
|    |                                                                          |       |
| 7. | „River Deep – Mountain High” (Jeff Barry, Ellie Greenwich, Phil Spector) | 10:12 |
|    |                                                                          |       |
|    |                                                                          | 22:49 |
|    |                                                                          |       |

### Utwory bonusowe na wydaniu CD
| 8.  | „Oh No No No” (Leander, Russell) (odrzut studyjny)                        | 4:25  |
|     |                                                                           |       |
| 9.  | „It's All Over” (autor nieznany) (sesja nagraniowa BBC)                   | 4:14  |
|     |                                                                           |       |
| 10. | „Hey Bop a Re Bop” (Blackmore, Evans, Lord, Paice) (sesja nagraniowa BBC) | 3:31  |
|     |                                                                           |       |
| 11. | „Wring That Neck” (Blackmore, Lord, Paice, Simper) (sesja nagraniowa BBC) | 4:42  |
|     |                                                                           |       |
| 12. | „Playground” (Blackmore, Lord, Paice, Simper) (odrzut studyjny)           | 4:29  |
|     |                                                                           |       |
|     |                                                                           | 21:21 |
|     |                                                                           |       |

## Skład zespołu
- Rod Evans - śpiew
- Ritchie Blackmore - gitara
- Jon Lord - organy, instrumenty klawiszowe, śpiew
- Nick Simper - gitara basowa, śpiew
- Ian Paice - perkusja